# NGC 2500
NGC 2500 é uma galáxia espiral barrada (SBcd) localizada na direcção da constelação de Lynx. Possui uma declinação de +50° 44' 12" e uma ascensão recta de 8 horas, 01 minutos e 53,0 segundos.
A galáxia NGC 2500 foi descoberta em 9 de Março de 1788 por William Herschel.